# Eriopyga ropilla
Eriopyga ropilla là một loài bướm đêm trong họ Noctuidae.